# Sebastián Sellanes
Sebastián Sellanes, vollständiger Name Sebastián Daniel Sellanes Averbene, (* 15. Januar 1992) ist ein uruguayischer Fußballspieler.

## Karriere

### Verein
Der 1,85 Meter große Defensivakteur Sellanes spielte mindestens seit der Saison 2008/09 für das Nachwuchsteam von Nacional Montevideo. Ende August 2012 wechselte er auf Leihbasis zum seinerzeitigen Zweitligisten Club Atlético Rentistas, mit dem er am Saisonende in die Primera División aufstieg. Während er in der Spielzeit 2013/14 23 Erstligapartien (kein Tor) absolvierte, stand er in der Saison 2014/15 elfmal (kein Tor) in der Primera División auf dem Platz. Weitere Einsätze oder Kaderzugehörigkeiten sind in der Spielzeit 2015/16 und darüber hinaus bislang (Stand: 24. September 2016) nicht für ihn verzeichnet.

### Nationalmannschaft
Sellanes gehörte der von Roland Marcenaro trainierten U-17-Auswahl Uruguays an, die an der U-17-Südamerikameisterschaft 2009 in Chile teilnahm und den 3. Platz belegte.